# Wojciech Machnicki
Wojciech Machnicki (ur. 2 kwietnia 1953 w Chorzowie) – polski aktor teatralny i dubbingowy, także występujący przed kamerami.

## Życiorys
W 1976 roku ukończył studia na Wydziale Aktorskim Państwowej Wyższej Szkoły Teatralnej w Warszawie. Był aktorem Teatru na Woli i Teatru Komedia. Z Teatrem Współczesnym jest związany od roku 1989.

## Filmografia
- 1976: Polskie drogi – strażnik w siedzibie (odc. 4)
- 1977: Coś za coś
- 1977: Przed burzą (odc. 5)
- 1979–1981: Przyjaciele – Wojciech Szurmach (odc. 2-5)
- 1980: Punkt widzenia – Henryk (odc. 1)
- 1981: 07 zgłoś się – sierżant Olszówka (odc. 14)
- 1982: Dom – przewodnik w pałacu Kultury (odc. 8)
- 1982, 1987: Dom – inżynier Zawadzki (odc. 12 i 13)
- 1983: Lata dwudzieste... lata trzydzieste... – amant Fuksowej
- 1984: Baryton
- 1987: Co to konia obchodzi? – Karol
- 1988–1990: W labiryncie
- 1991: Panny i wdowy – oficer sowiecki (odc. 4)
- 1993: Bank nie z tej ziemi – prowadzący licytację
- 1995: Sukces (odc. 4)
- 1998–2003: Miodowe lata – policjant (odc. 54, 78, 106, 126)
- 2000: Enduro Bojz – komendant
- 2000: Dom – organizator turnieju piłkarskiego (odc. 24)
- 2001: M jak miłość – nauczyciel w technikum Pawła Zduńskiego (odc. 33)
- 2001: Marszałek Piłsudski – PPS-owiec (odc. 2 i 8)
- 2002: Piękna pani Seidmann
- 2002–2010: Samo życie – komisarz Kadulak
- 2003: Warszawa – Sok-ista
- 2004: Oficer – patolog (odc. 4)
- 2004: Pensjonat pod Różą – aspirant (odc. 31)
- 2005: Monachium – trener
- 2005–2008: Na dobre i na złe – okulista (odc. 227, 271, 274, 321)
- 2006: Fałszerze – powrót Sfory – właściciel kantoru
- 2006: M jak miłość – mężczyzna zainteresowany kupnem mieszkania Marty (odc. 414)
- 2007: Kryminalni – Waldemar Czereda (odc. 74)
- 2007: Plebania – ojciec Marcina (odc. 868)
- 2007: Niania – policjant (odc. 63)
- 2007: Mamuśki – organizator konkursu (odc. 19)
- 2008: Teraz albo nigdy! – mieszkaniec osiedla (odc. 11)
- 2008–2011 Ojciec Mateusz – adwokat Napierskiego (odc. 10), adwokat Nowaka (odc. 28), dyrektor banku (odc. 87, 93)
- 2010: Różyczka
- 2010: Plebania – Maniek (odc. 1603, 1604, 1605, 1607, 1608)
- 2012: Słowo oficera
- 2013: Prawo Agaty – mecenas reprezentujący Łukasza Gajdę
- 2013: Pierwsza miłość – weterynarz (odc. 1772)
- 2014: Służby specjalne (film) – generał brygady Romuald Światło
- 2014: Na krawędzi 2 – adwokat Niżyński (odc. 8)
- 2015: Służby Specjalne (serial) – generał brygady Romuald Światło
- 2016: Pitbull. Nowe porządki – poszkodowany
- 2017: Botoks – dyrektor szpitala
- 2018: Prymas Hlond – Józef Beck
- 2018: Botoks (serial TV) – dyrektor szpitala (odc. 2 i 3)
- 2020: Banksterzy – facet ze służb
- 2020: Król – klient Ryfiki (odc. 5)
- 2020: 25 lat niewinności. Sprawa Tomka Komendy – szef komisji

## Role teatralne
- 1989: Życie i niezwykłe przygody żołnierza Iwana Czonkina – Osuś-Mierzyn i Bukaszew
- 1991: Wieczór Trzech Króli lub co chcecie Williama Shakespeare’a – Kurio
- 1992: Czego nie widać Michaela Frayna – Tim
- 1992: Rozbity dzban Heinricha von Kleista – służący
- 1993: Wizyta starszej pani Friedricha Dűrrenmatta – kierownik pociągu i dziennikarz I
- 1994: Miłość na Krymie Sławomira Mrożka – marynarz
- 1995: Zimowa opowieść Williama Shakespeare’a – marynarz
- 1995: Martwe dusze Nikołaja Gogola – urzędnik I
- 1999: Mieszczanin szlachcicem Molière’a – śpiewak i Turek
- 2002: Wniebowstąpienie Tadeusza Konwickiego – sierżant i milicjant II
- 2010: Z kim tak Ci będzie źle jak ze mną, Teatr Muzyczny Roma[2]
- 2017: Piloci, Teatr Muzyczny „Roma” – Lord Stanford
- 2019: Aida, Teatr Muzyczny „Roma” – Faraon
- 2021: Waitress, Teatr Muzyczny Roma – Joe

## Polski dubbing
- 2020: Zwariowane melodie: Kreskówki –
  - Yosemite Sam,
  - Mugsy (odc. 13a, 57a),
  - Cezar (odc. 14a),
  - Sędzia (odc. 18a),
  - George Pies (odc. 24a),
  - Farmer (odc. 28b)
- 2019: Togo – Joe Dexter
- 2015–: Królik Bugs: serial twórców Zwariowanych melodii – Yosemite Sam
- 2015: Rise of the Tomb Raider – Richard Croft
- 2015: Wiedźmin 3: Dziki Gon – Arnvald
- 2015: Żółwik Sammy i spółka –
  - lektor odcinka,
  - Sammy,
  - Eddy (gdy udawał głos Sammy’ego),
  - odpowiednik Sammy’ego z Idealnej Rafy
- 2013: Ratujmy Mikołaja! – Żołnierzyk
- 2013: Might & Magic: Heroes VI – Shades of Darkness –
  - Yashar,
  - Norbu,
  - Menan,
  - Uriel
- 2012–2014: The Looney Tunes Show – Yosemite Sam
- 2012: Risen 2: Mroczne wody
- 2012: The Elder Scrolls V: Skyrim – Dragonborn –
  - Baldor Kujący Żelazo,
  - Oslaf
- 2011: Wiedźmin 2: Zabójcy królów –
  - Niesamowity Lockhart,
  - sierżant,
  - Kaźko,
  - Magnus
- 2011: Jednostka przygotowawcza: Aniołki kontra Ancymony
- 2011: Tytan Symbionik – Król
- 2011: ABC literkowe chochliki – Król
- 2011: Beyblade: Metal Masters – Prezydent
- 2011: Might & Magic: Heroes VI –
  - Uriel,
  - Żarłocz,
  - Mukao,
  - Wampir,
  - Duch,
  - Maniak,
  - Kościany strażnik,
  - Tłum orków
- 2011: The Elder Scrolls V: Skyrim –
  - Angrenor Niegdyś-Wielbiony,
  - Brill,
  - Odahviing,
  - Woźnice,
  - Jervar,
  - Jofthor,
  - Rolff Kamienna-Pięść,
  - Asbjorn Poskramiacz-Ognia,
  - Briehl,
  - Torsten Furia-Morska,
  - Addvar,
  - Geimund,
  - Snilling,
  - Mathies,
  - Lod,
  - Mralki,
  - Hogni Czerwono-Ręki,
  - Lond,
  - Gjak,
  - Bulfrek,
  - Thoring,
  - Tulvur,
  - Dagur,
  - Hern,
  - Jorgen,
  - Vald,
  - Addvild,
  - Ragnar,
  - Gunding
- 2011: Dinopociąg –
  - Zbyszek Zhejiangopterus (odc. 26b),
  - Pan Cretoksyrina (odc. 38a)
- 2011: Scooby Doo i Brygada Detektywów –
  - Vincent Van Ghul (odc. 6-7, 19, 23),
  - Pirat (odc. 8),
  - Cachinga/Charles Witerbe
- 2011: Gwiezdne wojny: część VI – Powrót Jedi – Firmus Piett
- 2011: Gwiezdne wojny: część V – Imperium kontratakuje – Firmus Piett
- 2011: Afterfall: InSanity
- 2011: Randka z wampirem
- 2011: Pradawny ląd
- 2011: Pora na przygodę!
- 2011: Akwalans – Dyrektor szkoły
- 2010: God of War: Duch Sparty – Posejdon
- 2010: Arcania: Gothic 4 – Gromar
- 2010: Heavy Rain – kapitan Leighton Perry
- 2010: Królik Bugs: Zakręcona opowieść wigilijna – Sam
- 2010: Pokémon: Arceus i Klejnot Życia – Tapp (strażnik Damosa)
- 2010: God of War III – Posejdon
- 2009: Opowieść wigilijna
- 2009: Dragon Age: Początek
- 2009: Tatastrofa –
  - Rudolfo,
  - Policjant
- 2009: Góra Czarownic
- 2008: Stich!
- 2008: Batman: Odważni i bezwzględni –
  - Jarvis Kord,
  - Sherlock Holmes
- 2008: Potwory i piraci – Montego
- 2008: Scooby Doo i król goblinów – Śpiew piosenek
- 2008: WALL·E
- 2008: Opowieści z Narnii: Książę Kaspian
- 2008: Garfield: Festyn humoru – Jeff
- 2008: Niezwykła piątka na tropie – Dan
- 2007: Ratatuj – Francois
- 2006: Auta
- 2006: Power Rangers: Mistyczna moc – Mistrz Imperious/Calindor
- 2006: Kudłaty i Scooby Doo na tropie – Agent 13
- 2006: Team Galaxy – kosmiczne przygody galaktycznej drużyny – Pompadur (Loczek) (odc. 3)
- 2006: Ōban Star Racers – Sul
- 2006: Świat małej księżniczki – Król
- 2005–2008: Ben 10 –
  - Przewodnik (odc. 23),
  - Kwaśny Oddech (odc. 25)
- 2005–2006: A.T.O.M. Alpha Teens On Machines –
  - Doktor Evans (odc. 15),
  - generał Boon (odc. 17),
  - jeden z braci Cannonball (odc. 17),
  - klaun (odc. 19),
  - Edge (odc. 19),
  - generał (odc. 36),
  - Trash – ojciec Lioness (odc. 37),
  - szef fabryki zabawek (odc. 41),
  - kierownik zoo (odc. 46),
  - ojciec Nicole (odc. 46),
  - Brendan Wheeler (odc. 49),
  - mistrz Kwan (odc. 50, 52)
- 2005: Podwójne życie Jagody Lee
- 2005: Garbi: super bryka
- 2005: Barbie i magia pegaza – Ojciec Adiana
- 2005: Opowieści z Narnii: Lew, czarownica i stara szafa
- 2005: Transformerzy: Cybertron – Komentator wyścigów
- 2005: Tom i Jerry: Misja na Marsa
- 2004: Atomowa Betty
- 2004: Power Rangers Dino Grzmot –
  - Mesogog,
  - Sensei Kanoi Watanabe
- 2004: Garfield
- 2004: Super Robot Monkey Team Hyperforce Go! – Proteus
- 2004: Dom dla Zmyślonych Przyjaciół pani Foster – Bogacz w odcinku 2
- 2004: Liga Sprawiedliwych bez granic –
  - Dziki Kot,
  - Grodd
- 2003–2005: Kaczor Dodgers – Pirat Sam
- 2003–2004: Megas XLR –
  - Broda,
  - T-Bot (odc. 15),
  - Robot – Strażnik (odc. 22),
  - Bot #32 (odc. 23)
- 2003: Wojownicze Żółwie Ninja –
  - jeden z żołnierzy Federacji (odc. 27-32, 58-59),
  - komandor Mozar (odc. 28-31, 54-59),
  - Monkey Face (odc. 30),
  - reporter Alex Carlin (odc. 32),
  - jeden z żołnierzy (odc. 32-34, 58, 76-77),
  - Rada Utromsów (odc. 33-34),
  - lider Strażników (jedna scena w odc. 34),
  - Hamato Yoshi (odc. 35, 77),
  - syn Daimyo (odc. 36, 49-52),
  - reporter TV (odc. 36-37, 40, 61, 67–68),
  - bandyta, bohater filmu Rio Gato (odc. 36),
  - członek gangu Mob (odc. 40),
  - elitarny Foot Ninja (odc. 41-42),
  - policjant w helikopterze (odc. 41),
  - sternik (odc. 43),
  - komentator meczu hokeja (odc. 44),
  - pan Arboost (odc. 44),
  - Zog (odc. 45-46),
  - August O’Neil (odc. 47),
  - mężczyzna w sklepie z komiksami (odc. 48),
  - Joey Lastic (odc. 48),
  - Murakami Gennosuke (odc. 50-53, 74),
  - Mroczny Assassyn (odc. 51-52),
  - Olbrzym, jeden z Purpurowych Smoków (odc. 53),
  - jeden z Triceratonów (odc. 55),
  - jeden ze światowych przywódców (odc. 55),
  - pan Ładuj (odc. 60, 63),
  - Pewk (odc. 62),
  - lekarz (odc. 62),
  - przestępca w ciężarówce #2 (odc. 63),
  - burmistrz (odc. 64),
  - Szurnięty Danny (odc. 65),
  - Nekro-potwór (odc. 66),
  - mieszkaniec Pekinu (odc. 67),
  - Lord Symultanus (odc. 69, 75),
  - żołnierz Bishopa (odc. 70),
  - głos komputera (odc. 71),
  - Muk (odc. 72),
  - jeden z Błotnych Jeźdźców (odc. 72),
  - Chizu (odc. 74),
  - członek Rady Utromsów #3 (odc. 78)
- 2003: Szczenięce lata Clifforda – Norville
- 2003: Liga najgłupszych dżentelmenów
- 2003: Nawiedzony dwór
- 2003: Mali agenci 3D: Trójwymiarowy odjazd
- 2003: O rety! Psoty Dudusia Wesołka – Tata Dudusia
- 2002–2008: Kryptonim: Klan na drzewie – Cuppa Joe (K.A.W.A.)
- 2002–2006: Jimmy Neutron: mały geniusz – Thomas Edison
- 2002–2005: Co nowego u Scooby’ego?
- 2002–2004: Pan Andersen opowiada
- 2002: Beyblade V-Force
- 2002: Tego już za wiele
- 2002: Epoka lodowcowa – Carl
- 2002: Mali agenci 2: Wyspa marzeń
- 2002: Tristan i Izolda – Król Anguish
- 2002: Harry Potter i Komnata Tajemnic – Prawie Bezgłowy Nick
- 2001–2007: Mroczne przygody Billy’ego i Mandy –
  - Dziekan Ropuch (seria II),
  - Profesorek (odc. Co było pierwsze?),
  - Kapitan Heifer (odc. Super Zero),
  - Strażnik bramy w Asgard (odc. Kopniak w Asgard),
  - Gadające Burito (odc. (Billy staje się głupszy!) Ogólny i całkowity chaos)
  - Doktor Ted (odc. Ja i moje pryszcze),
  - Pirat (odc. Czekoladowy marynarz),
  - Lincoln,
  - Yogi,
  - Tex (odc. Zabawki to zabawki)
- 2001–2004: Medabots – różne głosy
- 2001–2003: Zło w potrawce –
  - Lincoln (II seria),
  - Doktor Dziarski (odc. Max Dziarski)
- 2001–2003: Gadżet i Gadżetinis
- 2001: Harry Potter i Kamień Filozoficzny – Prawie Bezgłowy Nick
- 2001: Potwory i spółka – Brygadzista
- 2001: But Manitou – Hombre
- 2000–2002: Owca w Wielkim Mieście – Czytacz
- 2000: 102 dalmatyńczyki – Alonso
- 2000: Kruche jak lód: Walka o złoto
- 2000: Spotkanie z Jezusem (wersja kinowa)
- 1999: Nieustraszeni ratownicy
- 1999: Mickey: Bajkowe święta
- 1999–2001: Batman przyszłości
- 1998–1999: Zły pies –
  - Lester Johnson,
  - różne głosy
- 1998: Dzielny pies Rusty –
  - Żółw Turbo,
  - Koza
- 1998: Rudolf czerwononosy renifer – Kupidyn
- 1998: Życzenie wigilijne Richiego Richa
- 1998: Teknoman – Topór
- 1998: Sztruksik
- 1998: Rodzina Addamsów: Zjazd rodzinny
- 1997: Rozgadana farma
- 1997: Pożyczalscy – Joe
- 1996: Ekstradycja 2 – Agent UOP (rola Cezarego Poksa)
- 1997–1998: Przygody Olivera Twista
- 1996–2003: Laboratorium Dextera –
  - Dziarski Henk (niektóre odcinki)
  - facet w kostiumie Tańczącej Marchewki
  - Silver Spooner (parodia Srebrnego Serfera), odc. 4b
- 1996–1998: Kacper
- 1996–1997: Kacza paczka
- 1996: Kosmiczny mecz – Yosemite Sam
- 1996: Kosmiczne Biuro Śledcze
- 1996: 101 dalmatyńczyków – Alonzo
- 1995–2002: Wezyr Nic-po-nim – Abdullah
- 1995–1997: Freakazoid! – Lord Cykor
- 1995–1997: Co za kreskówka!
- 1995–1996: Maska –
  - porucznik Kellaway (niektóre odcinki),
  - Sierżant
- 1995: Dragon Ball Z: Fuzja
- 1994–1996: Iron Man: Obrońca dobra
- 1994–1995: Aladyn – książę Wazu (odcinek 4.)
- 1994: Strażnik pierwszej damy
- 1994–1999: Stinky i Jake przedstawiają – Stinky
- 1994: Patrol Jin Jina – Ponurak
- 1994: Troll w Nowym Jorku
- 1994–1998: Świat według Ludwiczka – Jojo Pieniaczopulos
- 1993: Przygody Speeda Błyskawicy – Monarcha Fredonii
- 1992–1997: X-Men – jeden z członków Przyjaciół Ludzkości
- 1992: W 80 marzeń dookoła świata
- 1991–1993: Powrót do przyszłości
- 1991–1992: Dzielny Agent Kaczor – Megawolt (pierwsza wersja dubbingowa)
- 1991–1992: Eerie, Indiana – Gliniarz
- 1991: Gdzie jest Wally? – narrator
- 1990–1994: Widget – jeden ze skraboliańskich krokodyli
- 1990: Widget – jeden z krokodyli z planety Skrabolii (porwali Megamózga)
- 1990: Pinokio
- 1990: Filiputki – Tata Filusia
- 1989–1992: Chip i Dale: Brygada RR –
  - Meps – kot z bandy Spaślaka,
  - kapłan Klubu Koli, który próbował zwerbować Gadżet,
  - Muldon, jeden z serialowego duetu policjantów
  - pracownik reperujący sztuczny wulkan (odc. 40)
- 1987–1990: Kacze opowieści (stara wersja dubbingu) –
  - Cyfron Liczypiórek,
  - Gerry, przyjaciel Sknerusa z Teksasu (36)
- 1987–1990: Kacze opowieści (nowa wersja dubbingu) – Czyngis-chan (odc. 45)
- 1987: Scooby Doo i bracia Boo
- 1986: Asterix w Brytanii
- 1985–1991: Gumisie (nowe wersja dubbingu)
- 1985–1988: Troskliwe misie
- 1985: 13 demonów Scooby Doo – Lustrzany Demon
- 1984–1987: Łebski Harry – Mungo
- 1983: Dookoła świata z Willym Foggiem
- 1981–1989: Smerfy – Krawiec w starej wersji dubbingu sezonów 1.-3. (nazywany wtedy imieniem Zaszewka)
- 1980: Figle z Flintstonami
- 1979: Arabela – Petr Majer (głos w polskim dubbingu)
- 1978: Był sobie człowiek
- 1978: Władca Pierścieni –
  - karczmarz,
  - Uglúk,
  - Odo Proudfoot,
  - jeden z ludzi w karczmie
- 1976–1978: Scooby Doo
- 1976: Dwanaście prac Asteriksa – Centurion, zjawa centuriona
- 1973: Prywatny detektyw Pchełka (stary dubbing, wydany na VHS przez Polskie Nagrania pod koniec lat osiemdziesiątych) – Gator, pomocnik Pchełki
- 1972–1973: Nowy Scooby Doo
- 1970–1972: Josie i Kociaki
- 1968: Asterix i Kleopatra – Abrarakurlix
- 1962–1987: Jetsonowie (stary dubbing, wydany na VHS przez Polskie Nagrania pod koniec lat osiemdziesiątych) –
  - Jet Screamer (odc. 2)
  - Śpiew piosenki w 20 odcinku
  - Piosenkarz rockowy, kumpel Jane z młodych lat (odcinek: Weekend)
- 1962–1987: Jetsonowie (nowy dubbing) – różne głosy
- 1961–1962: Kot Tip-Top (stary dubbing, wydany na VHS przez Polskie Nagrania pod koniec lat osiemdziesiątych) – Model
- 1960: Flintstonowie
- 1958–1962: Pixie, Dixie i Pan Jinks (stary dubbing, wydany na VHS przez Polskie Nagrania pod koniec lat osiemdziesiątych) – Jinks
- 1958–1962: Pixie, Dixie i Pan Jinks – kuzyn Teks (mysz)
- 1955: Zakochany kundel